# Sialis yamatoensis
Sialis yamatoensis là một loài côn trùng trong họ Sialidae thuộc bộ Megaloptera. Loài này được Hayashi & Suda miêu tả năm 1995.